# Université Ferdowsi de Machhad
L'université Ferdowsi de Machhad (UFM) (en persan : دانشگاه فردوسی مشهد) est une université provinciale iranienne qui tient son nom du grand poète épique persan, Ferdowsi dont le Shahnameh (Le Livre des Rois) est reconnu comme le chef-œuvre classique de la littérature persane.

## Historique
L'université Ferdowsi de Machhad est située à Machhad au centre de la province de Khorasan-e-razavi de l'Iran. Elle est fondée en 1949, devenant ainsi la troisième grande et ancienne université de l'Iran. Elle est la plus grande université au nord de l'Iran ayant les plus grandes facultés de cette région. 
L'université offre 180 diplômes de licence, de maîtrise, et de doctorat aux 19 000 étudiants et étudiantes faisant des études dans les diverses facultés ayant 700 membres académiques et 2 000 employés.
L'université est considérée comme une institution importante pour attirer des étudiants internationaux de différentes nationalités. Actuellement, UFM est l'université principale accordant des admissions aux étudiants internationaux de 17 nationalités différentes, qui ajoutent tous grandement aux expériences éducatives et sociales disponibles à l'Université. En plus, elle se situe au 3e rang en Iran parmi les autres universités dans le recrutement des étudiants étrangers.

## Facultés
L'université Ferdowsi de Machhad comprend quatorze facultés :
- Faculté d'agriculture
- Faculté d'architecture et d'urbanisme
- Faculté des arts
- Faculté d'économie
- Faculté d'éducation et psychologie
- Faculté de génie 
  - Génie mécanique
  - Génie électrique
  - Génie civil
  - Génie informatique
- Faculté des lettres et sciences humaines
- Faculté des sciences mathématiques
- Faculté d'environnement et des ressources naturelles
- Faculté d'éducation physique
- Faculté des sciences
- Faculté de théologie et des études religieuses
- Faculté de médecine vétérinaire
- Atelier d'agriculture de Shirvan

## Centres d'excellence
À l'université de Machhad, beaucoup de départements[Combien ?] sont considérés comme des centres d'excellence dans les différentes spécialités à travers le pays[réf. souhaitée]. 
- Département d'agronomie
- Département des sciences d'animaux domestiques
- Département de géologie
- Département des mathématiques
- Département des statistiques
- Département de langue et littérature persanes
- Département de médecine vétérinaire

## Enseignants renommés des facultés
- Ali Shariati
- Ali Akbar Fayyaz
- Sid Jalal Ashtiani, philosophe
- Gholam Hosein Yousefi, ancien professeur de littérature persane
- Mohammad Jafar Yahaghi, professeur distingué de littérature
- Mahdokht Poorkhaleghi Chatroodi, expert de Shahnameh
- Ali Haerian Ardakani, professeur de génie mécanique de la faculté de Génie mécanique
- Lotfolah Mofakham Payan, musicien et géographe. Fondateur du département de géographie
- Syrus Sahami, professeur de géographie et président de l'université (1359-1961)
- Javidi Dasht-Bayaz, maître-assistant, président directeur général de Electricity Regulatory Office d'Iran et membre de Electricity Regulatory Board of Iran
- Mohammad Hossein Papoli Yazdi, professeur de géographie, membre du CNRS, professeur à l'université Paris-Sorbonne
- Amin Alizadah, professeur d'agronomie
- Avaz Alireza Kojaki

## Personnalités connues
- Ali Shariati, sociologues, écrivain renommé
- Abdulaziz Sachedina, étudiant de Shariati, professeur des études religieuses à l'université de Virginie
- Mohammad Reza Shafiei-Kadkani, écrivain célèbre, poète et traducteur
- Mohammad Jafar Yahaghi, professeur distingué de littérature persane
- Mohammad Hossein Papoli Yazdi, géographe et écrivain célèbre
- Dariush Arjmand, acteur